# فرد جاكوبس
فرد جاكوبس (2 ديسمبر 1922 في الولايات المتحدة - 19 أكتوبر 2008 في الولايات المتحدة) (بالإنجليزية: Fred Jacobs)‏ هو لاعب كرة سلة أمريكي في مركز هجوم صغير الجسم. لعب مع St. Louis Bombers ‏.

## وصلات خارجية
- فرد جاكوبس على موقع إن بي أي (الإنجليزية)
- فرد جاكوبس على موقع سبورتس رفرنس (الإنجليزية)
- فرد جاكوبس على موقع ريلجم (الإنجليزية)
- فرد جاكوبس على موقع بروبوليرز (الإنجليزية)